# Форестер, Сесил Скотт
Сесил Скотт Форестер (англ. Cecil Scott Forester, псевдоним; настоящее имя англ. Cecil Lewis Troughton Smith, 1899—1966) — английский писатель, военный историк и голливудский сценарист. Наиболее известен историко-приключенческий цикл о Горацио Хорнблауэре, офицере британского военно-морского флота конца XVIII — начала XIX веков, а также «Африканская королева», экранизированная в 1951 году с Хамфри Богартом и Кэтрин Хэпбёрн в главных ролях.

## Биография
Родился в Каире, прожил жизнь, полную треволнений, включая приёмных родителей, тайный брак и паралич. Образование получил в Лондоне. В 1926 году женился на Кэтлин Белчер, имел двоих сыновей, в 1945 году развёлся. В годы Второй мировой войны переехал в США, где писал пропагандистские тексты. В 1947 году тайно женился на Дороти Фостер. Позже заболел артериосклерозом и стал калекой.

## Хорнблауэр
Популярность книг о капитане Хорнблауэре, посвящённых человеку, характер можно назвать героическим, но далеко не во всём, со временем росла. Возможно, только серия о капитане Джеке Обри и докторе Стивене Мэтьюрине, созданная много позже Патриком О’Брайеном, оказалась более успешной. Любопытно, что персонажи обеих этих серий создавались с оглядкой на одну и ту же историческую фигуру — лорда Кокрейна, адмирала Британского флота.

## Кинематограф
- Отсроченный платёж (1932) — экранизация романа
- Brown on Resolution (1935) — экранизация романа
- Eagle Squadron (1942) — сценарист
- Commandos Strike at Dawn (1942) — сценарист
- Captain Horatio Hornblower R.N. (1951) — адаптация романа. В главной роли Грегори Пек.
- Африканская королева (The African Queen, 1951) — экранизация романа. В главных ролях Хамфри Богарт и Кэтрин Хэпбёрн.
- Single-Handed (1953) — экранизация романа «Brown on Resolution»
- Гордость и страсть (The Pride and the Passion, 1957) — экранизация романа «The Gun». В главных ролях Кэри Грант и Софи Лорен.
- Sink the Bismarck! (1960) — экранизация романа
- The African Queen (1977) (TV) — экранизация романа
- Телесериал о Хорнблауэре (1998—2003)
- Грейхаунд (2020) (TV) — экранизация романа